# Massimo Urbani
Massimo Urbani (* 8. Mai 1957 in Rom; † 24. Juni 1993) war ein italienischer Jazz-Saxophonist.

## Biographie
Massimo Urbani wuchs im römischen Primavalle-Viertel auf und lernte mit elf Jahren zunächst Klarinette, wechselte aber später zum Saxophon. Er gehörte schon ab 1973 zur Jazzszene Italiens und galt als musikalisches „Wunderkind“.
Mit siebzehn Jahren spielte er im Quartett von Giorgio Gaslini. Bekannt wurde er in Italien auch durch seine Mitgliedschaften in den Bands von Mario Schiano und Marcello Melis, musikalische Vorbilder waren Charlie Parker, John Coltrane und Ornette Coleman.
Im Jahr 1973 entstanden erste Aufnahmen; er ist auf Schianos Album Sud zu hören. Außerdem studierte er bei Giorgio Gaslini am Konservatorium Santa Cecilia in Rom. Im Jahr 1974 war er Mitglied der zweiten Ausgabe der Formation Umbria Jazz mit dem Gastmusiker Sonny Stitt; außerdem spielte er im Collective Orchestra von Gaetano Liguori.
Eingeladen von Enrico Rava gastierte er im New Yorker Central Park. Mitte der 1980er Jahre wurde er Mitglied der Band von Giovanni Tommaso (Via G.T., 1986) und nahm seit 1979 eine Reihe von Alben unter eigenem Namen auf; seine erste Schallplatte 360 Degrees Aeutopia auf Red Records entstand mit den amerikanischen Musikern Don Burton, Cameron Brown und Beaver Harris. Aufsehen bei der Jazzkritik erregte vor allem sein 1993 mit seinem Bruder Maurizio Urbani, Danilo Rea, Giovanni Tommaso und Roberto Gatto entstandenes Album The Blessing.
In der Nacht vom 23. zum 24. Juni 1993 starb Urbani an einer Überdosis Heroin. Cook und Morton zählen ihn zu den meisterhaften Bebop-Saxophonisten des Kontinents. Nach ihm ist ein internationaler Jazzpreis benannt.

## Diskographische Hinweise

### Alben unter eigenem Namen
- 1974 – Jazz a confronto 13 (Horo Records)
- 1977 – Invitation (Philology)
- 1979 – 360° Aeutopia (Red Records)
- 1980 – Dedications to Albert Ayler & John Coltrane – Max’s mood (Red Records) mit Furio Di Castri
- 1984 – The Urbisaglia Concert (Philology)
- 1987 – Easy to Love (Red Records) mit Roberto Gatto
- 1987 – Duets Improvisations for Yardbird mit Mike Melillo (Philology)
- 1988 – Urlo (Elicona)[3]
- 1990 – Out of Nowhere (Splasch)
- 1993 – The Blessing (Red Records)

### Mitwirkungen als Sideman
- 1973 – Sud – Mario Schiano (Splasc(h))
- 1986 – Via G.T. – Giovanni Tommaso (Red Records)
- 1987 – Where Extremes Meet – Luca Flores (Splasc(h))
- 1988 – Chet in Italy – Chet Baker (Philology)